# موریس هیلمن
موریس هیلمن (انگلیسی: Maurice Hilleman؛ ۳۰ اوت ۱۹۱۹ – ۱۱ آوریل ۲۰۰۵) یک میکروب‌شناس برجسته و متخصص ساخت واکسن اهل ایالات متحده آمریکا بود. 
او بیش از ۴۰ واکسن ساخته‌است که رکوردی بی‌سابقه و کم‌نظیر محسوب می‌شود. از ۱۴ واکسنی که امروزه به‌طور رایج به کودکان تجویز می‌شود، ۸ تای آنها را موریس هیلمن ساخته‌است که عبارتند از: سرخک، اوریون، هپاتیت آ، هپاتیت ب، آبله‌مرغان، مننژیت، سینه‌پهلو و هموفیلوس.
وی همچنین در کشف «آدنوویروس» (که یکی از ویروس‌های دخیل در سرماخوردگی است)، ویروس‌های هپاتیت و ویروس SV40 (که احتمالاً سرطان‌زاست) مشارکت داشت.
گفته می‌شود او بیش از هر دانشمند دیگری در قرن بیستم میلادی، جان انسان‌ها را نجات داده‌است. رابرت گالو او را «موفق‌ترین واکسن‌شناس و واکسن‌ساز تاریخ» نام نهاده‌است.
وی همچنین برندهٔ جوایزی همچون نشان ملی علوم شده‌است.